# Čakovičky
Čakovičky település Csehországban, a Mělníki járásban. Čakovičky Kojetice, Neratovice, Zlonín, Nová Ves és Kostelec nad Labem településekkel határos. Lakosainak száma 737 fő (2024. január 1.).

## Népesség
A település lakosságának változását az alábbi diagram mutatja:
| Lakosok száma | 262  | 314  | 325  | 263  | 206  | 241  | 633  | 743  | 701  | 737  |
|               | 1869 | 1890 | 1921 | 1950 | 1980 | 2001 | 2017 | 2019 | 2022 | 2024 |